# 小行星29980
小行星29980（29980 Dougsimons）是一颗绕太阳运转的小行星，为主小行星带小行星。该小行星于1999年9月30日发现。

## 轨道参数
小行星29980的轨道半长轴为2.2544472 UA，离心率为0.208。